# Hotel Fitness Championship
Het Hotel Fitness Championship is een golftoernooi in de Verenigde Staten en het maakt deel uit van de Web.com Tour. Het toernooi werd opgericht in 2013 en wordt sindsdien telkens gespeeld op de Sycamore Hills Golf Club in Fort Wayne, Indiana.
Hert is een strokeplay-toernooi dat gespeeld wordt over vier ronden en na de tweede ronde wordt de cut toegepast.

## Geschiedenis
In 2013 werd het toernooi opgericht en de eerste editie werd gewonnen door de Zuid-Afrikaan Trevor Immelman.
Sinds 2013 maakt dit toernooi deel uit van de Web.com Tour Finals. Het deelnemersveld bestaat uit de top 75 van de Web.com Tour en golfers van de Amerikaanse PGA Tour die na het regulaire seizoen tussen de plaatsen 126 en 200 van de FedEx Cup bezetten.

## Winnaars
| Jaar | Winnaar         | Score | Score | Info |
| ---- | --------------- | ----- | ----- | ---- |
| 2013 | Trevor Immelman | 268   | –20   |      |
| 2014 | Bud Cauley      | 268   | –20   |      |

| Toernooirecord |  | po = winnaar na play-off |